# Бернар Кушнер
Бернар Кушнер (на френски: Bernard Kouchner) е френски политик, общественик, лекар.
През 1970-те години е съосновател на хуманитарната доброволческа асоциация „Лекари без граници“ и по-късно на „Лекари на света“. Бил е министър на здравеопазването на Франция (1992-1993, 1997-1999, 2001-2002) и евродепутат (1994-1997). От 2007 до 2010 година е министър на външните работи в правителството на Франсоа Фийон. По образование е лекар със специалност „Гастроентерология“.

## Биография
Роден е на 1 ноември 1939 година в семейство на евреин и протестантка в Авиньон. Започва политическата си кариера като член на Френската комунистическа партия, от която е изгонен през 1966 година. Работи като лекар на Червения кръст в Биафра през 1968 г. по време на Гражданската война в Нигерия. Основава „Лекари без граници“ през 1971 г. През 1980 г., след конфликт с директора на организацията Клод Малюре, основава „Лекари на света“.
През 1988 г. започва да работи в социалистически правителства. Бил е член на Европейския парламент.
Кушнер е силен поддръжник на използването на т.нар. хуманитарна намеса. Така например в началото на 2003 г. той подкрепя свалянето на президента на Ирак Саддам Хюсеин от власт, което по-късно САЩ осъществява. Според Кушнер намесването във вътрешните работи на дадена държава с цел сваляне на диктатура трябва да бъде световен приоритет. Той твърди, че във фокус трябва да са самите хора и че те са единствените, които могат да кажат „да“ или „не“ на войната.
На 15 юли 1999 година, съобразно резолюция №1244 на Съвета за сигурност на ООН, Кофи Анан назначава Кушнер за първи специален представител на организацията и ръководител на Временното управление на мисията на ООН в Косово. През следващите 18 месеца Кушнер работи по плана на ООН за установяване на ново гражданско управление и политическа система, които да заменят старите сръбски модели. Освен това той има задачата да възстанови икономиката в областта, която е разтърсена от продължилите няколко години военни действия. На 28 октомври 2000 г. са проведени местни избори. На 21 януари 2001 година Кушнер е сменен от датския социалдемократ Ханс Хекеруп.
В редакционна статия във френския „Монд“ от 4 февруари 2003 г., озаглавена „Нито война, нито Садам“, Кушнер се обявява както против надвисналата война в Ирак, така и против Саддам Хусеин. Според него последният трябва да бъде свален от власт посредством съгласувано решение на ООН, за предпочитане дипломатическо.
През 2005 г. Кушнер е кандидат за длъжността върховен комисар на ООН за бежанците, но губи за сметка на бившия министър-председател на Република Португалия Антониу Гутериш, който е назначен от генералния секретар на ООН Кофи Анан. През 2006 година се кандидатира за генерален директор на Световната здравна организация, но губи преди последния кръг, като за поста е избрана китайката Маргарет Чан.
След като Никола Саркози печели президентските избори във Франция през 2007 г., Кушнер е назначен от него за министър на външните работи. Преди това той подкрепя Сеголен Роял – противничката на Саркози. След като приема назначението, Кушнер е изключен от партията на социалистите.
Бернар Кушнер е женен за известната журналистка Кристин Окран, негова втора съпруга. Удостоен е със званието „Доктор хонорис кауза“ на университета „Бен-Гурион“ през 2003 г.